# Klaus Mulbjerg
Klaus Mulbjerg (født 1975) er en dansk professionel tryllekunstner og forfatter.
Mulbjerg optræder med en blanding af trylleri og standup comedy, hvilket han har gjort siden 1995. Han har også medvirket i film og tv. Han har bl.a. skrevet til Fuckr med dn hjrne  med Jan Hellesøe som vært og Hokus Fucking Pokus med Rune Klan.
I 2006 skrev han Politikens Store Tryllebog.

## Har medvirket i
- 2003 Reconstruction Instruktør Christoffer Boe Nordisk Film
- 2005-2007 Magic Fight Night
- 2006 Go' morgen Danmark (TV 2)
- 2007 Aftenshowet (DR1)
- 2015 Trickyleaks